# Gerd Delenschke
Gerd Delenschke (* 10. August 1925 in Berlin; † 13. Januar 2018) war ein deutscher Hochschullehrer für Marxismus-Leninismus und Parteifunktionär der DDR-Blockpartei NDPD. Er war langjähriger Abgeordneter der Volkskammer der DDR.

## Leben
Delenschke, Sohn eines Arbeiters, besuchte die Volks-, Mittel- und Oberschule. Am 11. Januar 1943 beantragte er die Aufnahme in die NSDAP und wurde zum 20. April desselben Jahres aufgenommen (Mitgliedsnummer 9.497.446). Im selben Jahr wurde er zum Kriegsdienst in die Wehrmacht eingezogen. Er geriet in Kriegsgefangenschaft.
Nach dem Zweiten Weltkrieg arbeitete er von 1948 bis 1951 als Lehrer an der 5. und 17. Grundschule in Berlin-Lichtenberg. 1948 wurde er Mitglied des FDGB und 1950 der NDPD. Er besuchte die Hochschule für Nationale Politik der NDPD in Waldsieversdorf. Von 1952 bis 1954 war er Direktor der 10. Grundschule in Berlin-Lichtenberg und absolvierte ein Fernstudium am Deutschen Pädagogischen Zentralinstitut (DPZI). 1953/54 war er Mitglied der Stadtbezirksverordnetenversammlung in Berlin-Lichtenberg. Von 1954 bis 1956 war stellvertretender Direktor der Kant-Oberschule in Berlin.
Von 1954 bis 1981 war er als Mitglied der NDPD-Fraktion Berliner Vertreter und später Abgeordneter der Volkskammer. Nach einem erneuten Fernstudium an der Pädagogischen Hochschule Potsdam von 1955 bis 1960 wurde er Oberstufenlehrer für Geschichte. Von 1956 bis 1961 war er Direktor der Kinder- und Jugendsportschule Berlin. Von 1961 bis 1965 war er Mitglied des NDPD-Bezirksvorstandes Berlin und gleichzeitig wissenschaftlicher Oberassistent an der Pädagogischen Fakultät der Humboldt-Universität zu Berlin. Von 1965 bis 1973 war er Leiter der Abteilung Nationale Beziehungen beim Sekretariat des Hauptausschusses der NDPD. 1973 bis 1990 erneut Mitglied des NDPD-Bezirksvorstandes Berlin und von 1981 bis 1990 Stadtverordneter von Berlin.
Er war von 1970 bis 1990 Vizepräsident der Freundschaftsgesellschaft DDR-Italien und ab 1973 Dozent an der Sektion Marxismus-Leninismus der Humboldt-Universität zu Berlin.
Sein Schwiegervater war der SED-Funktionär Rudolf Albrecht. Delenschke starb im Alter von 92 Jahren.

## Auszeichnungen in der DDR
- 1956 Medaille für ausgezeichnete Leistungen
- 1958 Pestalozzi-Medaille für treue Dienste in Bronze
- Verdienstmedaille der DDR
- Dr.-Theodor-Neubauer-Medaille in Bronze
- Vaterländischer Verdienstorden in Bronze und 1975 in Silber